# Оксоцианид ртути(II)
Оксоцианид ртути(II) — неорганическое соединение,
оксосоль ртути и синильной кислоты
с формулой Hg2O(CN)2,
белые кристаллы,
не растворяется в воде.

## Получение
- Реакция оксида ртути(II) и насыщенного раствора цианида ртути(II):

{\displaystyle {\mathsf {HgO+Hg(CN)_{2}\ {\xrightarrow {}}\ Hg_{2}O(CN)_{2}}}}

## Физические свойства
Оксоцианид ртути(II) образует кристаллы,
плохо растворяется в воде,
не растворяется в этаноле и эфире.
При растирании разлагается со взрывом.

## Химические свойства
- Разлагается при нагревании:

{\displaystyle {\mathsf {2Hg_{2}O(CN)_{2}\ {\xrightarrow {320^{o}C}}\ 4Hg+O_{2}+2(CN)_{2}}}}

## Применение
- Антисептик.